# Германская Новогвинейская компания

Флаг Германской Новогвинейской компании

Германская Новогвинейская компания (нем. Deutsche Neuguinea-Kompagnie) — немецкая колониальная компания, в конце XIX века эксплуатировавшая северо-восточную часть Новой Гвинеи.

## История
Компания была учреждена в 1884 году в Берлине по инициативе банкира Адольфа фон Ганземана и других сторонников приобретения Германской империей колониальных владений в Новой Гвинее. 17 мая 1885 года была издана императорская грамота, передавшая Новогвинейской компании верховные права над землёй Кайзера Вильгельма, расположенной на северо-восточном берегу Новой Гвинеи, и над Архипелагом Бисмарка. 15 декабря 1886 года к ним присоединились северо-западные Соломоновы острова.
Несмотря на протесты со стороны британского Квинсленда, также претендовавшего на северо-восток Новой Гвинеи, в апреле 1886 года между двумя державами был подписан договор о согласии Британии на передачу Германии северо-восточной части острова. Компания получила ряд верховных прав внутри страны, а также право на занятие новогвинейских земель, не состоящих в чьём-либо владении, и заключать договоры с туземцами. Суд и отношения к иностранным державам правительство удержало в своем заведовании.
Первая германская станция была заложена в Финшхафене 5 ноября 1885 года. До 1891 года здесь находился центр колониальной администрации, затем он переведен в Фридрих-Вильгельм-Хафен. Торговля с туземцами не приносила серьёзных доходов, а попытки привлечь поселенцев не удавались.
Новогвинейская компания была вынуждена ограничиться разведением тропических растений, таких как табак, хлопок, рис, маис и т. д.
С 1894 года на территории Новой Гвинеи стали чеканиться равноценные с имперскими «новогвинейские марки»: на одной из сторон серебряных, золотых и бронзовых монет чеканилось изображение райской птицы.